# أليكوفو (كوفاسيجا)
أليكوفو (بالروسية: Аликово) هي مدينة في جمهورية تشوفاشيا في روسيا. ويبلغ عدد سكانها حوالي 2847  نسمة.